# Zuata
Zuata is een geslacht van halfvleugeligen uit de familie schuimcicaden (Cercopidae). De wetenschappelijke naam van dit geslacht is voor het eerst geldig gepubliceerd in 1968 door Fennah.

## Soorten
Het geslacht Zuata omvat de volgende soorten:
- Zuata angulata (Jacobi, 1942)
- Zuata carvalhoi Paladini & Cryan, 2012
- Zuata ohausi (Jacobi, 1908)
- Zuata oneraria (Jacobi, 1942)
- Zuata pecki Paladini & Cryan, 2012
- Zuata pica (Jacobi, 1908)
- Zuata ravida (Jacobi, 1908)
- Zuata tigrina Paladini & Cryan, 2012